# Victor Bach
Victor Bach, pseudonimo di Vittorio Bacchetta (Pizzighettone, 19 agosto 1937 – Milano, 6 dicembre 2018), è stato un pianista, organista, direttore d'orchestra, arrangiatore e compositore italiano.

## Biografia
Dopo il diploma al conservatorio in pianoforte, entra nell'Orchestra della RAI Radiotelevisione Italiana di cui diventa anche direttore, lavorando in molti programmi televisivi; suona inoltre in alcune formazioni di jazz.
Nel 1967 fonda il quartetto I Cabala unitamente a Sammy Barbot cantante e chitarrista, Faliero Bazzocchi alla batteria e Beppe Federici al contrabbasso: poi nello stesso anno l'incontro con Carlo Alberto Rossi, per il quale incide i suoi primi due LP: Sensations in swing e The Monster, (CAR Juke-box), in cui suona all'organo Hammond. Nel 1969 C. A. Rossi lo presenta al fratello Alfredo, (editore e titolare della Ariston Records), etichetta per la quale incide altri due LP: Organ & Piano e Dance to it, inciso live con la sua orchestra.
Dagli anni settanta è arrangiatore per parecchie case discografiche: Ariston Records, Fonit-Cetra, Ri-Fi, Polygram, Durium, PDU di Mina, Ricordi, CBS, Phonogram, CGD, Ariola ed altre, lavorando con artisti quali Bruno Martino, Rocky Roberts, Toto Cutugno, Fred Bongusto, Rita Pavone, Massimo Ranieri, Fausto Leali, Iva Zanicchi, Claudio Villa, (in un raro LP con orchestra sinfonica e arrangiamenti disco music), Anna Identici, Luciano Rossi, Tony More, Al Bano e Romina Power, (per questi due ultimi cura gli arrangiamenti durante molte tournée internazionali); nello stesso periodo compone canzoni per molti artisti, colonne sonore per film, realizzazioni pubblicitarie come Mira mira l'olandesina e musiche strumentali che incide con la sua orchestra.
Nel 1977 è uno dei direttori d'orchestra al Festival di Sanremo e nello stesso anno arrangia il disco-mix per Al Bano Granada dream, (come A & B corporation). È sempre del 1977 la parentesi discografica con Lino Banfi, per il quale compone il brano Tettation, (su testo dello stesso Banfi).
A fine anni '70 l'incontro con Quincy Jones, che a Milano lo sceglie come pianista per un disco della cantante Lara Saint Paul.
Nel 1981, dopo anni di collaborazione come pianista, Mina gli offre una collaborazione anche come arrangiatore e Walk on by sarà la prima di una lunga serie di realizzazioni. Nello stesso anno collabora con Don Costa agli arrangiamenti per il concerto dedicato ai Beatles al teatro Manzoni di Milano, (dove partecipa anche come pianista), e subito dopo, su arrangiamento dello stesso Don Costa, dirige l'orchestra, nell'incisione allo studio Regson di Milano, per un hit mondiale di Nikka Costa: On My Own. Sempre nel 1981 compone per Abbe Lane il brano I love New York, sigla del programma TV Te la do io l'America con Beppe Grillo.
Dal 1983 al 1986 cura le musiche del programma televisivo di Rai1 Trent' anni della nostra storia, (condotto da Paolo Frajese), dirigendo in diretta l'orchestra e il trio vocale composto da Little Tony, Bobby Solo e Mino Reitano, (ottenendo inoltre da Mina l'incisione dei 30 brani-sigla raccolti in tre doppi LP e diventando un volto noto).
Nel 1988 e 1989 cura le musiche e dirige l'orchestra della Rai di Roma nel programma radiofonico di Rai1 Varietà, Varietà componendo anche la sigla Radio amica mia. Nel 1990 compone testo e musica del brano Lo farei che Mina incide nell'album Ti conosco mascherina (e la curiosità è che il coro protagonista è cantato da Mina e Victor Bach).
Nel 1992 rilancia i classici dell'Ariston-Music con moderni arrangiamenti inviando a musicisti d'orchestra e piano-bar le basi strumentali su floppy-disc con allegata copia degli spartiti, (da Estate di Bruno Martino a Il nostro concerto di Umberto Bindi). Idea che troverà grande riscontro. Nel 1996 usa la stessa formula per "ringiovanire" i classici di C. A. Rossi, (da Nun è peccato ad Amore baciami).
Tra fine anni '90 e primi anni 2000 si era fatta più intensa l'attività discografica con Al Bano, (con cui ha partecipato a concerti in tutto il mondo), dedicandosi inoltre alla mai assopita attitudine dell'insegnamento privato di pianoforte, canto, armonia moderna e orchestrazione.

## Discografia

### Album in studio
- 1967 - Sensations in swing
- 1968 - The Monster
- 1969 - Organ & Piano
- 1970 - Dance to it
- 1976 - Music
- 1976 - Fire Flight
- 1979 - The touch n° 1
- 1979 - The touch n° 2
- 1979 - The touch n° 3
- 1980 - Top Usa n° 1
- 1981 - The Touch n° 4
- 1981 - The Touch n° 5
- 1983 - Incredible
- 1984 - Barbie Dance-La Mia Festa

### Singoli
- 1974 - Giusta tu
- 1976 - Pink Panther Theme/Lovely Sax
- 1977 - 'S easy
- 1977 - Afternoon
- 1978 - Naples in discoteque

### Arrangiamenti
- 1972 - Il segno dello Zodiaco di Il segno dello Zodiaco
- 1973 - IN The incredible Meeting di Music Session
- 1974 - Victor & Rita di Rita Pavone
- 1974 - Io come chiunque (sulla pista di Cohen) di Claudio Daiano
- 1977 - EWiva Villa di Claudio Villa
- 1978 - Night games di Bruno Martino
- 1979 - Granada Dream di Al Bano
- 1979 - Salsa Jeans di Momo Yang
- 1980 - Il pianoforte e tu di Bruno Martino
- 1981 - Salomè di Mina
- 1981 - Starai bene con me di Bruno Martino
- 1981 - I Love New York di Abbe Lane
- 1982 - Odissea di Massimo Ranieri
- 1983 - Mina 25 di Mina
- 1983 - Sudamerica di Angel Pato Garcia
- 1983 - Vola vola gente mia di Gigi Proietti
- 1983 - Inconfutabilmente mia di Bruno Martino
- 1984 - Catene di Mina
- 1984 - Barbie Dance-La Mia Festa di Barbie
- 1984 - Magic Emotion di Nini Rosso
- 1986 - Lady Jean Rich di Jean Rich
- 1986 - Hooked on Life di Taco
- 1986 - Innamorarsi mai di Bruno Martino
- 1989 - Amare qualche volta di Bruno Martino
- 1990 - Ti conosco mascherina di Mina
- 1993 - Il nostro concerto: Due vite e un pianoforte di Umberto Bindi e Bruno Martino
- 1993 - Mina canta i Beatles di Mina
- 2003 - In duo di Mina
- 2007 - Se questo non è amore di Teddy Reno

### Composizioni
- 1972 - Aria d'estate, incisa dal Segno dello Zodiaco (gruppo)
- 1976 - Afternoon, incisa da Victor Bach
- 1977 - Into love, incisa da Bach Gammon
- 1979 - You're the reason, incisa da Rocky Roberts
- 1979 - Salsa jeans, incisa da Momo Yang
- 1980 - Chissà, incisa da Bruno Martino e Tony More
- 1981 - Dee Jai California, incisa da Bruno Martino
- 1981 - I love New York, incisa da Abbe Lane
- 1981 - Down town, incisa da Abbe Lane
- 1982 - Nel cuore del mare, incisa da Massimo Ranieri
- 1983 - Vola vola gente mia, incisa da Gigi Proietti
- 1983 - Brasiliando, incisa da Bruno Martino
- 1986 - Hooked on life incisa da Taco)
- 1986 - Vincerai, incisa da Bruno Martino
- 1988 - Radio amica mia (incisa da M. Robbiani
- 1990 - Lo farei, incisa da Mina